# Acheliderma fistulatum
Acheliderma fistulatum är en svampdjursart som först beskrevs av Arthur Dendy 1896.  Acheliderma fistulatum ingår i släktet Acheliderma och familjen Acarnidae. Inga underarter finns listade i Catalogue of Life.